# Dub u golfu v Poděbradech
Dub letní u golfu v Poděbradech (Quercus robur) je památný strom, který roste na východním okraji Poděbrad (Žižkovo předměstí) na pravém břehu Labe (asi 500 metrů severně od toku Labe), v areálu golfového hřiště Poděbrady. Číslo parcely je 4697/1..

## Základní údaje
- název: Dub letní u golfu v Poděbradech
- výška: 27 metrů [1]
- obvod: 400 centimetrů[1]
- věk: neuveden
- nadmořská výška: asi 187 metrů
- umístění: Středočeský kraj, okres Nymburk, obec Poděbrady, část Poděbrady III (Žižkovo předměstí).

## Poloha, popis a stav stromu
Dub letní u golfu v Poděbradech se nachází v areálu golfového hřiště Poděbrady, u jižního okraje prostoru jamky č. 2. Strom roste samostatně, ale v těsném sousedství menšího lesa, který obklopuje část golfového hřiště. Stav dubu je velmi dobrý, má mohutnou, hustou a víceméně pravidelnou korunu.
Dub se nachází přibližně 300 metrů západojihozápadně od památkově chráněně rondokubistické budovy bývalé radiotelegrafní vysílací stanice z let 1922–1924, kterou nyní využívá golfový klub Poděbrady. Od jižního z dvojice původních vysílacích stožárů je vzdálen také asi 300 metrů, ale západním směrem. Od rovněž památkově chráněného funkcionalistického věžového vodojemu z let 1929-1930 je vzdálen zhruba 0,8 kilometru jihovýchodním směrem, zatímco od nové vodárny jen přes 200 metrů.

## Další památné stromy v Poděbradech
V nepříliš vzdáleném okolí se nachází několik dalších památných stromů.
- Topol černý 1 a Topol černý 2: rostou na opačném (levém) břehu Labe nedaleko mostu a od dubu u golfového hřiště jsou vzdáleny asi 1,7 resp. 1,6 kilometru přibližně západoseverozápadním směrem.
- Topol u Skupice roste na stejném (pravém) břehu Labe, nedaleko ulice Na kopečku, na začátku promenády a současně cyklotrasy k soutoku Labe s Cidlinou a dále do Libice nad Cidlinou, přibližně 1,1 kilometru severozápadním směrem.
- Zádušní dub: se nacházel také pravém břehu, v těsném sousedství promenádní cesty a cyklostezky. Dub byl poškozen při opravě cyklostezky a houbou napadený velikán se 14. srpna 2010 vyvrátil z kořenů. K červnu 2017 je však dub stále vyznačen na mapách a také je veden v databázi AOPK bez uvedení data zrušení ochrany, na původním místě lze nalézt mohutný vyvrácený pařez.[1].
- Dub v lázeňském parku: roste v lázeňském parku, před lázeňskou poliklinikou.
- Dub u gymnázia: na mapách nazývaný též dub u školy roste ve Studentské ulici v zahradě gymnázia. Po zániku zádušního dubu jde s odhadovaným věkem 160 let o nejstarší památný strom v Poděbradech, výška je 26 metrů, obvod kmene 465 centimetrů.[1],[2]
- Tis za kulturním střediskem: 12 metrů vysoký tis roste v ulici Na Valech na okraji lázeňského parku za obchodním domem.

## Fotogalerie

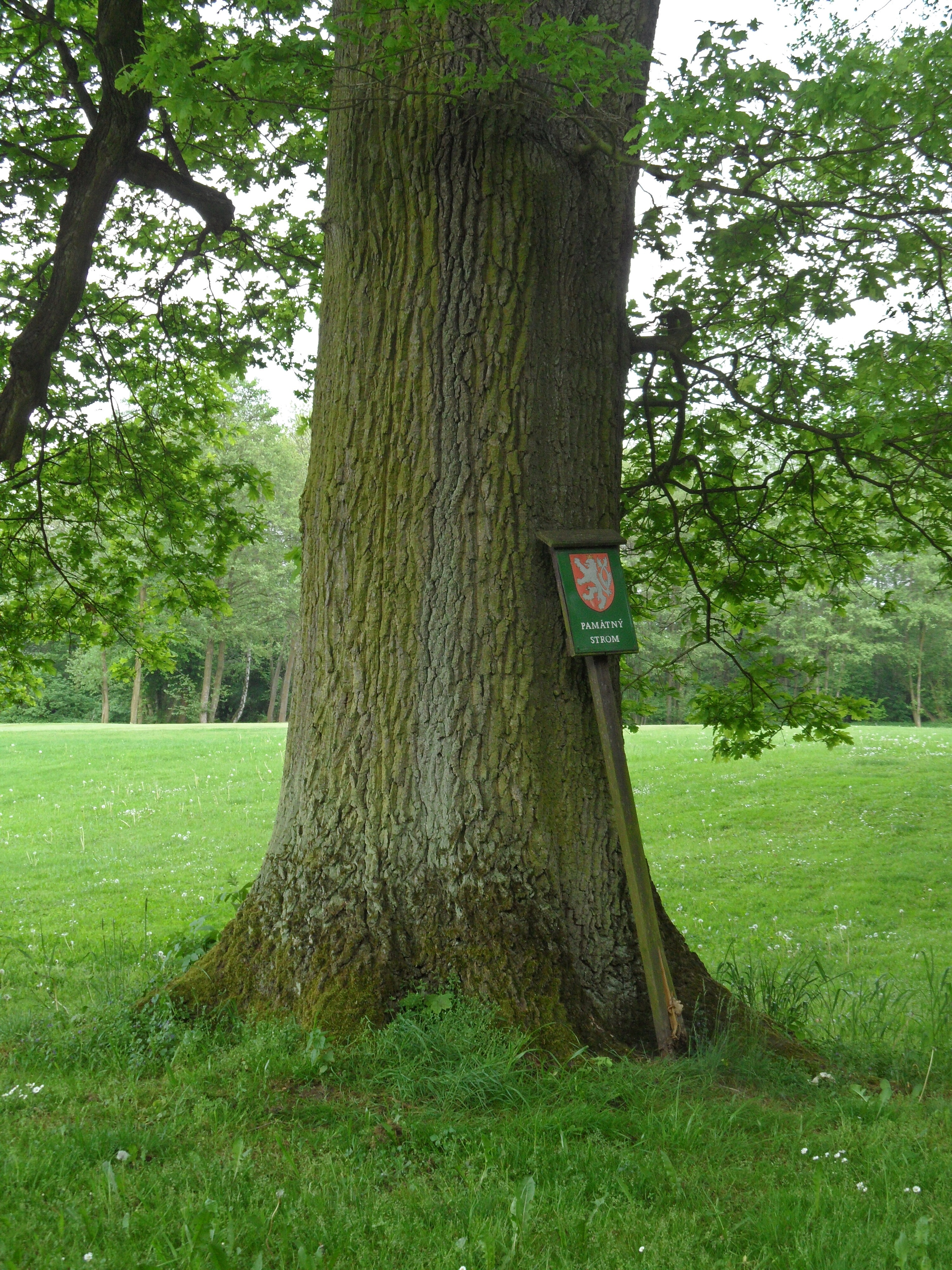
Kmen s označením památného stromu
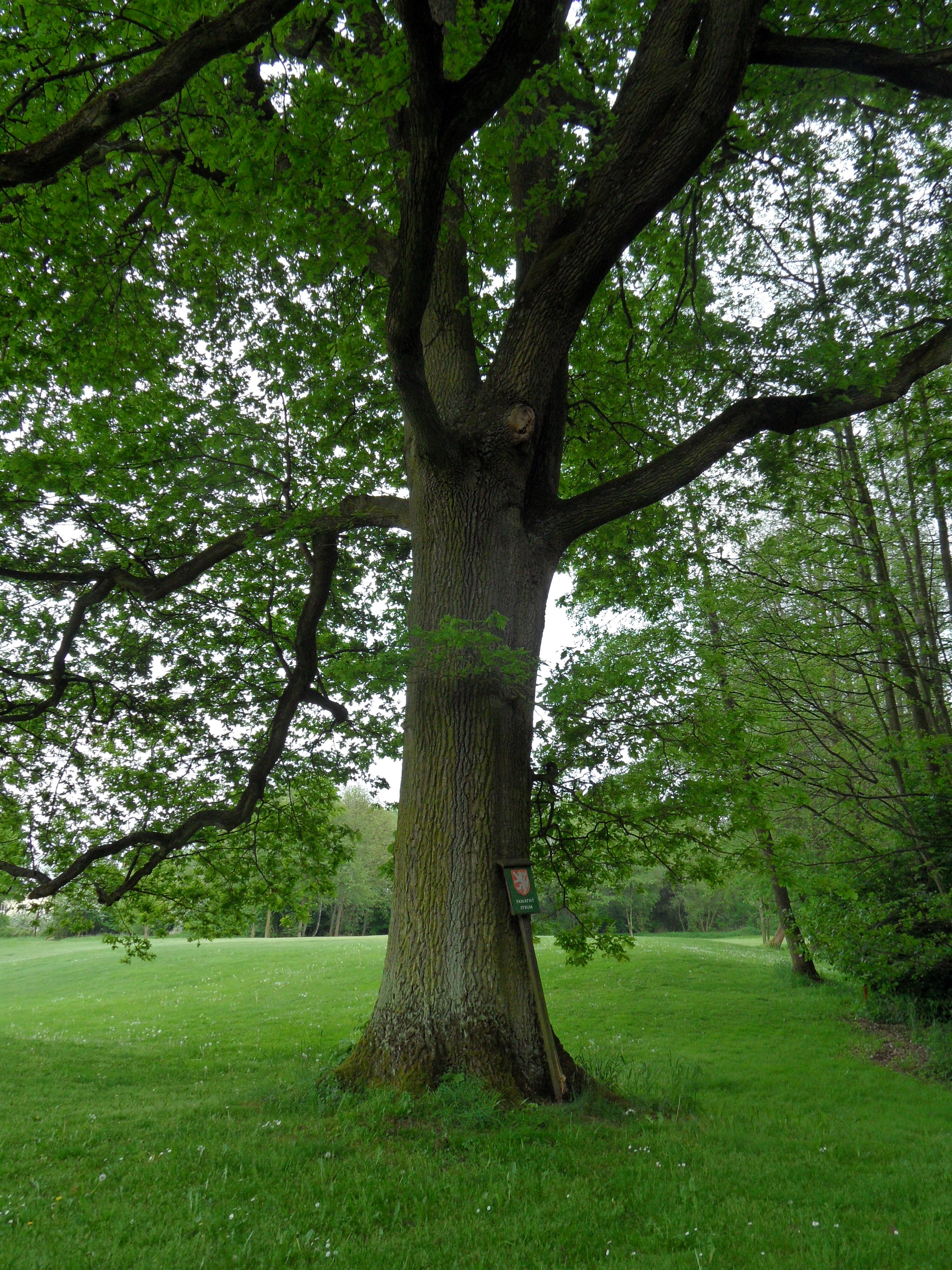
Polocelek od severozápadu
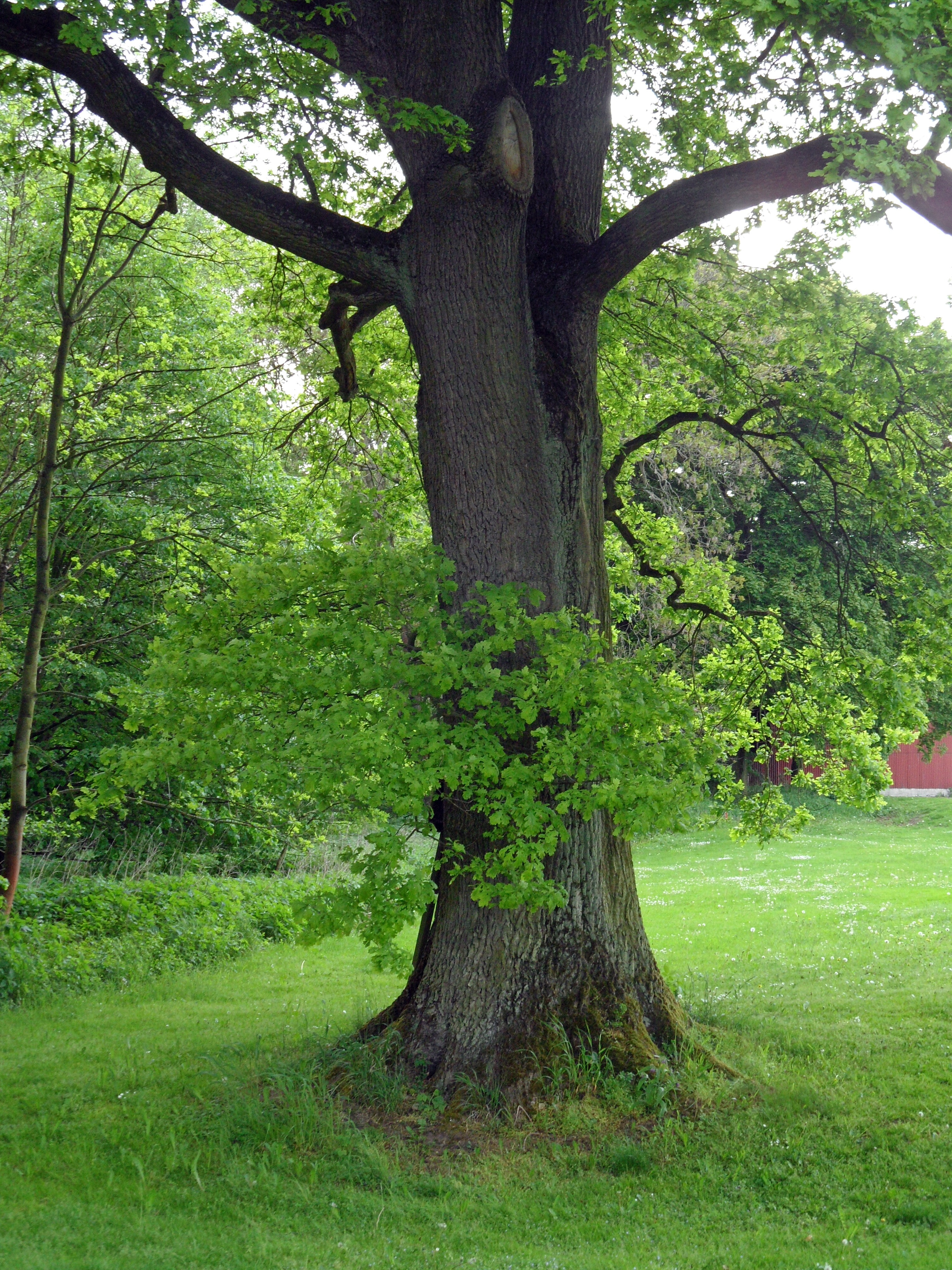
Pohled od severovýchodu
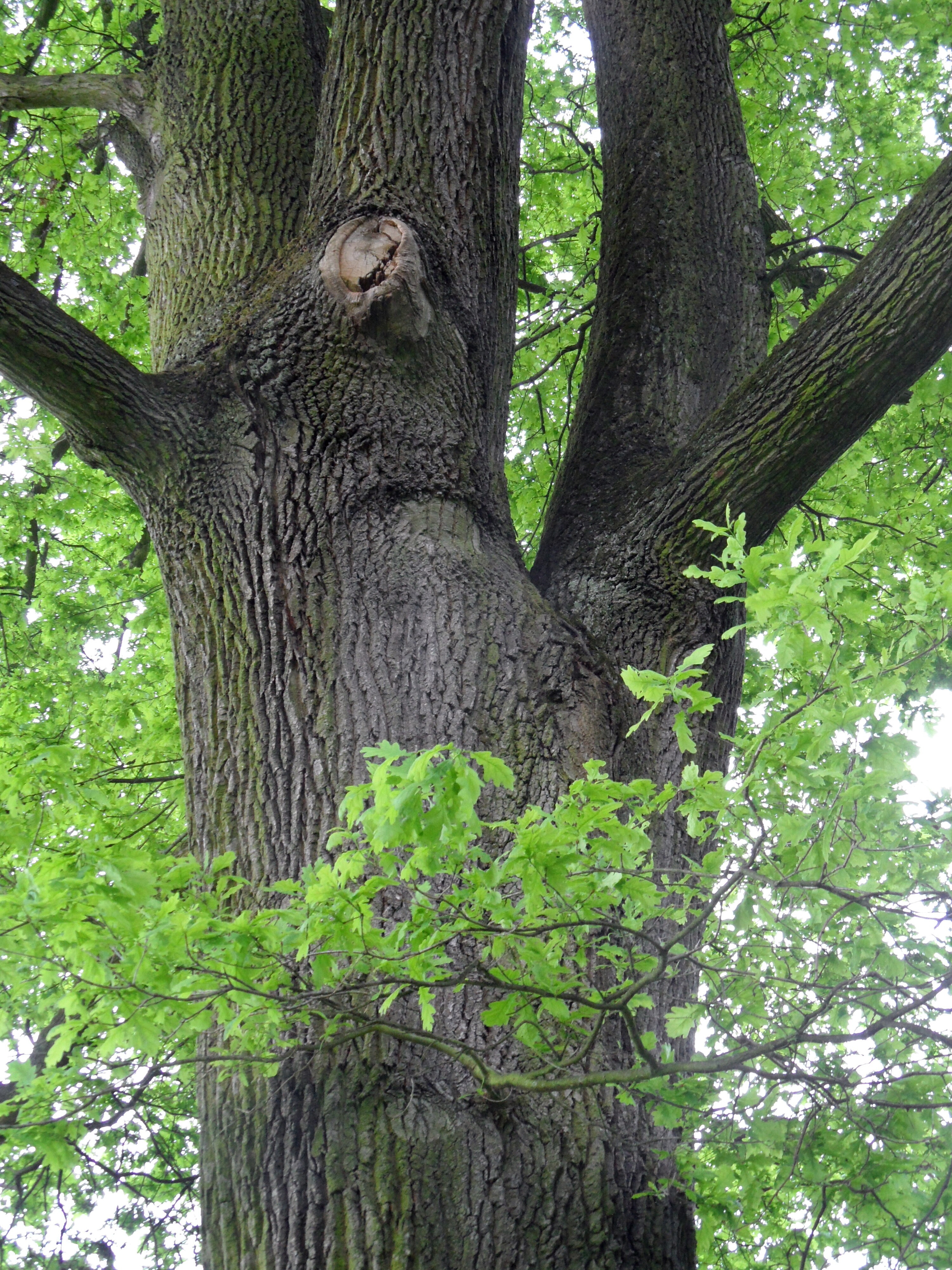
Detail hlavních větví